# Salvatore Capone
Salvatore Capone (Lecce, 25 aprile 1967) è un politico italiano.

## Biografia
Nato a Lecce, vive a San Cesario di Lecce (Lecce).
È stato per due mandati consecutivi (1993-1997; 1997-2002) Sindaco di San Cesario di Lecce. Da sempre impegnato nel volontariato cattolico a livello nazionale ed internazionale
Alle elezioni amministrative del 1999 viene eletto al consiglio provinciale di Lecce nelle liste dei Democratici di Sinistra, divenendo Vicepresidente della provincia. Viene riconfermato consigliere anche nel 2004, divenendo Assessore ai Lavori Pubblici.
Dal 2008 al 2013 è stato segretario provinciale del Partito Democratico a Lecce.
Alle elezioni politiche del 2013 viene eletto alla Camera dei Deputati, nella circoscrizione Puglia, nelle liste del Partito Democratico.
Il 28 luglio 2017, in seguito all'approvazione definitiva della legge che sancisce l'obbligatorietà dei vaccini, viene aggredito assieme ai colleghi del PD Elisa Mariano e Ludovico Vico da alcuni manifestanti No-vax che stazionavano per protesta dinnanzi a Palazzo Montecitorio, costringendo i tre deputati a rifugiarsi in un'auto poi presa a calci e pugni dagli stessi manifestanti.
Ricandidato alla Camera dal centrosinistra nel collegio uninominale Puglia-07 alle elezioni politiche del 2018 ottiene il 17,76% dei voti e non risulta eletto.